# Рассказ о неизвестном герое
«Расска́з о неизве́стном геро́е» — поэма Самуила Маршака (1937).

## История создания поэмы
Впервые была опубликована в газете «Правда» (9 октября 1937 года), в том же году — в журнале «Мурзилка» (№ 12, декабрь, 1937). Первоначальное название — «Двадцатилетний» с подзаголовком «Современная баллада».
Поводом к написанию этого стихотворения стала публикация в «Правде» о происшествии, имевшем место в Москве в 1936 году:
«Вчера днём в одной из квартир четвёртого этажа дома № 20 по Рождественскому бульвару в Москве взорвалась керосинка. Пламя сразу охватило комнату, в которой гладила белье 24-летняя М. П. Аникеева… Аникеева закричала о помощи. Неожиданно для всех из проходившего мимо вагона трамвая выскочил на мостовую какой-то гражданин… Он подбежал к водосточной трубе и стал по ней взбираться… Гражданин с ловкостью акробата добрался по трубе до четвёртого этажа и ногами стал на карниз. Одной рукой держась за трубу, он другой обхватил испуганную Аникееву. Затем сильным ударом ноги он выбил в окне соседней комнаты раму и на глазах притихшей тысячной толпы стал пробираться с Аникеевой по карнизу к выбитому окну. Это заняло несколько минут. Передав Аникееву работникам пожарной команды, гражданин незаметно вышел из дома и остался неизвестным».
В номере газеты «Правда» от 14 июля 1936 года было названо имя и приведена фотография героя, это оказался студент рабфака Василий Михайлович Бурацкий, 27 лет, кандидат в члены ВКП(б), бывший красноармеец, в армии научившийся «не теряться в минуту опасности».

## Сюжет
Ехавший на трамвае молодой человек («лет двадцати, среднего роста, плечистый и крепкий, ходит он в белой футболке и кепке, знак ГТО на груди у него») увидел пожар на последнем этаже одного из домов. В огне металась девочка.
Гражданин соскочил с подножки трамвая и, не дожидаясь пожарной команды, полез туда, где был пожар, по водосточной трубе. Когда приехали пожарные, к ним подошла женщина и попросила: «Девочку, дочку спасите мою!». Пожарные, однако, ответили, что не смогли её найти:

— Нет, отвечают пожарные дружно,

девочка в здании не обнаружена.

Все этажи мы сейчас обошли,

но никого до сих пор не нашли!

Девочку, как выяснилось, спас этот молодой человек:

Вдруг из ворот обгоревшего дома

вышел один гражданин незнакомый.

Рыжий от ржавчины, весь в синяках,

девочку крепко держал он в руках.

Передав девочку матери, он вскочил в трамвай, «тенью мелькнул за вагонным стеклом, кепкой махнул и пропал за углом», и с тех пор никто не мог его найти: «Многие парни плечисты и крепки, многие носят футболки и кепки, много в столице таких же значков. К славному подвигу каждый готов!».

## Некоторые издания
- «Рассказ о неизвестном герое», серия «Мои первые книжки», Детгиз, 1955, иллюстрации А. Пахомова.
- «Рассказ о неизвестном герое», серия «Мои первые книжки», «Детская литература», 1974, иллюстрации А. Пахомова.
- «Рассказ о неизвестном герое», серия «Школьная библиотека», «Детская литература», 1978, иллюстрации В. Самойлова.
- «Рассказ о неизвестном герое», «Детская литература», 1982, иллюстрации А. Пахомова.
- «Рассказ о неизвестном герое», серия «Читаем сами», «Детская литература», 1988, иллюстрации М. Зарецкого[4].

В некоторых изданиях иллюстрации не соответствуют времени, когда было написано это стихотворение. Например, рядом с горящим домом, стоит современный дом 1970—1980-х годов постройки, припаркован автомобиль ВАЗ.

## Аудиоверсия
«Рассказ о неизвестном герое». Читает Николай Литвинов.

## Отражение в культуре
- Группа «Банда Москвы», песня «Неизвестный герой».
- Группа «Каста», песня «Феникс».
- Писатель Владимир Сорокин пародирует поэму в своей повести «День опричника».